# Східна провінція (Сьєрра-Леоне)
Східна провінція (англ. Eastern Province) — одна із 3 провінцій Сьєрра-Леоне. Адміністративний центр — місто Кенема. Провінція розташована на сході країни, має державний кордон з Ліберією та Гвінеєю.

## Населення
Населення округу становить 1642370 осіб (2015; 1191539 у 2004, 960551 в 1985, 775931 в 1974, 54579 в 1963).
У національному відношенні переважають народи менде та коно.

## Адміністративний поділ
У адміністративному відношенні провінція складається з 3 округів, які у свою чергу утворені із 44 вождівств та 2 муніципалітетів, іноді прирівняних до вождівств:
| № | Назва    | Оригінальна назва | Адміністративний центр | Територія, км² | Населення, осіб (2015) | Вождівства | Секції |
| - | -------- | ----------------- | ---------------------- | -------------- | ---------------------- | ---------- | ------ |
| 1 | Кайлагун | Kailahun          | Кайлагун               | 3 939,4        | 526 379                | 14         | 81     |
| 2 | Кенема   | Kenema            | Кенема                 | 5 894,2        | 609 891                | 16+1       | 101    |
| 3 | Коно     | Kono              | Койду                  | 5 390,6        | 506 100                | 14+1       | 80     |

## Найбільші населені пункти
| № | Населений пункт | Населення, осіб (1974) | Населення, осіб (1985) | Населення, осіб (2004) | Населення, осіб (2015) |
| - | --------------- | ---------------------- | ---------------------- | ---------------------- | ---------------------- |
| 1 | Кенема          | 31 458                 | 52 473                 | 128 402                | 200 443                |
| 2 | Койду           | 75 846                 | 82 474                 | 82 899                 | 124 662                |
| 3 | Дару            | 2 726                  | 3 830                  | 17 899                 | -                      |
| 4 | Кайлагун        | 7 184                  | 9 054                  | 13 108                 | -                      |
| 5 | Пендембу        | 4 270                  | 5 644                  | 7 243                  | 12 640                 |
| 6 | Сеґбвема        | 6 915                  | 8 257                  | 7 961                  | -                      |
| 7 | Яманду          | 7 488                  | 6 208                  | 7 834                  | -                      |
| 8 | Блама           | 4 743                  | 5 559                  | 8 603                  | 7 097                  |
| 9 | Єнґема          | 14 793                 | 12 938                 | 3 621                  | -                      |